# Милан Прунић
Милан Прунић - Дума (Кикинда, 1949) српски је певач и текстописац. Прунић је био члан ансамбла "Успомене", који је основан 3. јануара 1981. године. Управо са овим ансамблом Милан Прунић издао је свој први албум 1984. године, а након тога и два соло албума.

## Биографија
Рођен је у старој породици, у Кикинди, где је и завршио нижу музичку школу.
Док није почео да пева био је изврстан у свирању хармонике. Наступао је у многим ресторанима и фестивалима, док није схватио да је песма његов живот. Милан Прунић био је члан ансамбла "Успомене", који је основан 3. јануара 1981. године. Управо са овим ансамблом Милан Прунић издао је свој први албум 1984. године, а након тога и два соло албума. Његове најпозантије композиције као што су "Моја животна прича", "Бабо мој", "Добро јутро Војводино" и друге биле су далеко познате у многим земљама Европе. Био је ненадмашан у интерпретирању традиционалних народних песама. Милан Прунић Дума први пут се појавио на фестивалу Златна тамбурица 1987. године са песмом "Добро јутро Војводино", за коју је написао текст и музику, и био награђен Златном тамбурицом. Свој музички израз градио је полако и темељно, угледајући се на Предрага Живковића Тозовца, Предрага Цунета Гојковића, Александра Ацу Дејановића, наравно на Звонка Богдана, али не имитирајући никог и "купећи" од сваког по нешто, трудећи се да остане свој. За господина Прунића би се могло рећи да је певач старог кова, певач који је уз песму неговао господствени манир, којем је до данашњих дана, остао веран.
Снимио је 130 песама за Фонотеку Радио Новог Сада. Са Народним оркестром РТВ Нови Сад, снимио је више од 50 песама, а са Народним оркестром РТВ Београд више од 20 песама.
Љубитељ је фудбала, којим се и бави у својој 8 деценији живота. У родној Кикинди, са групом ветерана игра фудбал 2 пута недељно. Такмиче са ветеранским екипама из Мађарске и Румуније.

## Награде
- 1987 - Златна тамбурица, за песму Добро јутро, Војводино
- 2022 - Награда за животно дело Савеза естрадно музичких уметника Србије[3]
- 2022 - Заслужни грађанин Кикинде[4]

## Познате песме
- Детињство моје
- Добро јутро, Војводино
- Друм је царски, а сокак бећарски
- Дуни ветре са банатске стране
- Два брата из равног Баната
- Има један град
- Ја сам Милу обук'о у свилу
- Лепа Јеца
- Мајстор Паја
- Наса зеља
- Под Кикиндом
- Поља банатска
- Увек тако с јесени
- Врати се
- Завејан је пут за салаш мој
- Здравица Војводини